# Enjoy the Silence
«Enjoy the Silence» és el vint-i-quatrè senzill de Depeche Mode i segon de l'àlbum Violator, llançat el 5 de febrer de 1990. Amb el pas dels anys ha esdevingut una de les cançons més importants de la banda juntament amb l'anterior senzill «Personal Jesus». Aconseguí ser disc d'or en diversos països i també va guanyar diversos premis. L'any 2004 fou rellançat com a principal exponent del projecte de remescles Remixes 81-04 amb el títol de «Enjoy the Silence (Reinterpreted)» (o també «Enjoy the Silence 04»).

## Informació
La cançó fou composta, enregistrada i cantada per Martin Gore de forma acústica, però Alan Wilder va trobar que tenia molt més potencial i va realitzar una musicalització de base electrònica rítmica més sofisticada. La resta de membres van acceptar aquesta modificació i posteriorment, Gore va afegir parts de guitarra i va cedir la posició de cantant a Dave Gahan per acompanyar-lo en les veus addicionals. La musicalització de Wilder la va convertir en un dels temes més emblemàtics de la banda.
«Enjoy the Silence» va esdevenir un dels temes més representatius i coneguts de la banda, no solament d'aquesta època sinó de tota la seva trajectòria musical juntament amb «Personal Jesus». Es tracta d'un himne a la música malgrat que paradoxalment, la lletra està dedicada al silenci. La melodia bàsica de sintetitzador creada per Wilder és força similar a temes anteriors, però menys coneguts, com ara «But Not Tonight» i «The Things You Said», creant un efecte harmònic quasi tètric en la seva composició. Aquesta melodia fantàstica és un dels aspectes més coneguts de la cançó, igualment que la lletra simplista però molt significativa.
El senzill està acompanyat de dues cançons cara-B instrumentals: «Sibeling» (cara-B del 12") és una melodia suau de piano i el títol fa referència al compositor clàssic finlandès Jean Sibelius, i «Memphisto» (cara-B del 7") és una cançó fosca i misteriosa.
L'artista Anton Corbijn va dirigir el videoclip original pel senzill amb clares referències filosòfiques al conte infantil El Petit Príncep. També hi apareix material fotogràfic de Gahan disfressat com un rei arquetípic passejant pels paisatges de les Terres altes d'Escòcia, la costa de Portugal i els Alps Suïssos, assentant-se en una cadira de platja per "gaudir del silenci". Quan Corbijn va presentar la idea a la banda, aquests van la rebutjar inicialment, però després d'exposar la simbologia del videoclip, van acceptar. El videoclip també es va incloure en les compilacions Strange (1990), The Videos 86>98 (1998) i The Best of Depeche Mode, Vol. 1 (2006). També van produir un videoclip promocional pel programa Champs-Élysées de la televisió francesa el mateix any 1990.
Des de la seva introducció en els concerts l'any 1990 ha esdevingut un dels temes imprescindibles en tots els directes juntament amb «Personal Jesus» i «Never Let Me Down Again». Les variacions que ha patit en els directes han estat més aviat poques i totes tenen en comú la introducció que apareix en la versió audiovisual, potser en comptades ocasions han interpretat una variant més llarga i prolongada fins que comença la base electrònica principal. Per concloure la cançó solen fer un afegit amb "solos" de guitarra de Gore, uns més rock, uns més pop, i fins i tot amb els tres membres cantant alhora.
S'han realitzat diverses versions de la cançó en diferents estils musicals com per exemple les editades per Tori Amos, Failure, No Use For A Name, Keane, HIM, Nada Surf i els catalans Whiskyn's, però en destaca especialment la realitzada per Lacuna Coil l'any 2006, que van incloure en l'àlbum Karmacode i que van extreure com a segon senzill d'aquest treball. Aquesta versió va tenir molt bona rebuda al seu país d'origen (Itàlia) arribant al número 1 de senzills.

## Enjoy the Silence 04
«Enjoy the Silence» fou rellançat com a senzill el 18 d'octubre de 2004 dins l'àlbum de remescles Remixes 81−04. Aquesta versió es coneix amb el títol «Enjoy the Silence (Reinterpreted)», o simplement «Enjoy the Silence 04», i la remescla fou realitzada per Mike Shinoda, productor musical i membre de la banda estatunidenca Linkin Park. Fou el primer senzill de Depeche Mode disponible via descàrrega digital. És el tercer senzill de la banda publicat per segona vegada després de «Strangelove» (1987 i 1988) i «Everything Counts» (1983 i 1989).
Aquesta versió presenta l'estil musical distintiu de Linkin Park, bàsicament nu metal. La cara-B del senzill és «Halo [Goldfrapp Remix]», remescla de la cançó «Halo», que també estava inclosa en l'àlbum Violator, realitzada per la banda britànica Goldfrapp.
També van editar un videoclip d'animació dirigit per Uwe Flade, el primer que va realitzar per Depeche Mode, i com que el resultat fou molt satisfactori, posteriorment va dirigir més videoclips per la banda. El videoclip fou inclòs en el recopilatori The Best of Depeche Mode Volume 1 (2006).

## Llista de cançons

### Llançament 1990
7"/Casset: Mute/Bong18, Mute/CBong18 (Regne Unit) i Sire/Reprise 19941-7, Sire/Reprise 19941-4 (Estats Units)
1. "Enjoy the Silence" − 4:15
2. "Memphisto" − 4:05

12"/CD: Mute/12Bong18 i Mute/CDBong18 (Regne Unit)
1. "Enjoy the Silence" − 4:15
2. "Enjoy the Silence" (Hands And Feet Mix) − 7:20
3. "Enjoy the Silence" (Ecstatic Dub) − 5:54
4. "Sibeling" − 3:20

12"/CD: Mute/L12Bong18 i Mute/LCDBong18 (Regne Unit)
1. "Enjoy the Silence" (Bass Line) − 7:40
2. "Enjoy the Silence" (Harmonium) − 2:41
3. "Enjoy the Silence" (Ricki Tik Tik Mix) − 5:27
4. "Memphisto" − 4:05

12"/CD: Mute/XL12Bong18 i Mute/XLCDBong18 (Regne Unit)
1. "Enjoy the Silence" (The Quad: Final Mix) − 15:27

12"/Casset: Sire/Reprise 21490-0 i Sire/Reprise 21490-4 (Estats Units)
1. "Enjoy the Silence" (The Quad: Final Mix) − 15:27
2. "Enjoy the Silence" (Ecstatic Dub) − 5:54
3. "Enjoy the Silence" (Bass Line) − 7:40
4. "Enjoy the Silence" (Hands And Feet Mix) − 7:20
5. "Memphisto" − 4:05

CD: Sire/Reprise 21490-2 (Estats Units)
1. "Enjoy the Silence" − 4:15
2. "Enjoy the Silence" (Hands And Feet Mix) − 7:20
3. "Sibeling" − 3:20
4. "Enjoy the Silence" (Bass Line) − 7:40
5. "Enjoy the Silence" (Ecstatic Dub) − 5:54
6. "Memphisto" − 4:05
7. "Enjoy the Silence" (Ricki Tik Tik Mix) − 5:27
8. "Enjoy the Silence" (Harmonium) − 2:41

CD: Mute/CDBong18X (Regne Unit, 2004) i Reprise CDBONG18/R2 78892F (Estats Units, 2004)
1. "Enjoy the Silence" − 4:15
2. "Memphisto" − 4:05
3. "Enjoy the Silence" (Hands And Feet Mix) − 7:20
4. "Enjoy the Silence" (Ecstatic Dub) − 5:54
5. "Sibeling" − 3:20
6. "Enjoy the Silence" (Bass Line) − 7:40
7. "Enjoy the Silence" (Harmonium) − 2:41
8. "Enjoy the Silence" (Ricki Tik Tik Mix) − 5:27
9. "Enjoy the Silence" (The Quad: Final Mix) − 15:27

### Llançament 2004
12": Mute/12Bong34 (Regne Unit)
1. "Enjoy the Silence" (Timo Maas Extended Remix) − 8:41
2. "Enjoy the Silence" (Ewan Pearson Extended Remix) − 8:39

12": Mute/L12Bong34 (Regne Unit)
1. "Something To Do" (Black Strobe Remix) − 7:11
2. "World in My Eyes" (Cicada Remix) − 6:18
3. "Photographic" (Rex The Dog Dubb Mix) − 6:20

12": Mute/XL12Bong34 (Regne Unit)
1. "Halo" (Goldfrapp Remix) − 4:22
2. "Clean" (Colder Version) − 7:09
3. "Little 15" (Ulrich Schnauss Remix) − 4:52

12": Mute/Reprise 42757-0 (Estats Units)
1. "Enjoy the Silence" (Timo Maas Extended Remix) − 8:41
2. "Enjoy the Silence" (Ewan Pearson Extended Remix) − 8:39
3. "Enjoy the Silence" (Richard X Extended Mix) − 8:22
4. "World in My Eyes" (Cicada Remix) − 6:18

CD: Mute/CDBong34 (Regne Unit)
1. "Enjoy the Silence" (Reinterpreted by Mike Shinoda) − 3:32
2. "Halo" (Goldfrapp Remix) − 4:22

CD: Mute/LCDBong34 (Regne Unit)
1. "Enjoy the Silence" (Timo Maas Extended Remix) − 8:41
2. "Enjoy the Silence" (Ewan Pearson Extended Remix) − 8:39
3. "Something To Do" (Black Strobe Remix) − 7:11

CD: Mute/XLCDBong34 (Regne Unit)
1. "Enjoy the Silence" (Richard X Extended Mix) − 8:22
2. "Enjoy the Silence" (Ewan Pearson Extended Remix) − 8:39
3. "World in My Eyes" (Cicada Remix) − 6:18
4. "Mercy in You" (The BRAT Mix) − 7:03

CD: Mute/Reprise 42757-2 (Estats Units)
1. "Enjoy the Silence" (Reinterpreted by Mike Shinoda) − 3:32
2. "Enjoy the Silence" (Timo Maas Extended Remix) − 8:41
3. "Enjoy the Silence" (Ewan Pearson Extended Remix) − 8:39
4. "Enjoy the Silence" (Richard X Extended Mix) − 8:22
5. "World in My Eyes" (Cicada Remix) − 6:18
6. "Something To Do" (Black Strobe Remix) − 7:11

Descàrrega digital
1. "Behind The Wheel" / "Route 66" (Megamix)
2. "Dream On" (Morel's Pink Noise Club Mix)
3. "Master And Servant" (U.S. Black & Blue Version)
4. "Nothing" (Justin Strauss Mix)
5. "People Are People" (Special Edition On-Usound Remix)
6. "Little 15" (Bogus Brothers Mix)
7. "Freelove" (Josh Wink Dub)
8. "Personal Jesus" (Kazan Cathedral Mix)
9. "But Not Tonight" (Extended Mix)
10. "But Not Tonight" (Margouleff Dance Mix)
11. "Freelove" (Powder Productions Remix)
12. "Photographic" (Rex The Dog Faithful Mix)
13. "Slowblow" (Mad Professor Mix)
14. "Rush" (Black Sun Mix)